# Mission Critical
Mission Critical (рус. Задание критическое) — квест созданный и выпущенный в продажу компанией Legend Entertainment в 1995. Хотя игра рекламировала присутствие актёра Майкла Дорна из телесериала «Звёздный путь: Следующее поколение», он играет очень малую роль в игре.
Игрок принимает роль единственного оставшегося в живых члена экипажа звездолётов «Лексингтон» и «Джерико», пара кораблей посланных Альянсом Свободных Государств на тайное задание на отдалённой планете. Игрок — единственный в состоянии завершит задание и спасти не только Альянс, но и тысячи звёздных систем от полного уничтожения.
Игра ведётся от первого лица.

## Сюжет
Игрок пробуждается на второй палубе жилого модуля «Лексингтона», после того как капитан корабля (Майкл Дорн) усыпил его. Единственная улика объясняющая что случилось — быстро набросанное письмо рассказывающее что игрок является единственным выжившим членом экипажа, которому поручается завершение тайного задания корабля. Но различные более срочные угрозы (дыра в обшивке и реактор в критическом состоянии) имеют приоритет.
После решения этих кризисов, игрок должен восстановить функциональность бортового компьютера, после чего появляется записанное сообщение от старпома «Лексингтона». Она просит чтобы игрок отремонтировал корабельную систему связи и связался с силами Альянса на колонии Эребус.
После установления связи, адмирал Альянса рассказывает игроку истинную природу задания корабля: исследовать инопланетное сооружение на планете Персефона, технологии внутри которого могут помочь прекратить войну между Альянсом и ООН. Единственная проблема: с единственным членом экипажа на «Лексингтоне», силы ООН могут уничтожить «Лексингтон» и «Джерико», добраться до сооружения, и забрать главный приз себе.
Решение лежит в изобретении под названием «Хайп» (англ. Hype — «обман»), смеси наномашин и нейрохимикатов. Хайп изменяет мозг пользователя, позволяя ему взять под контроль автоматические истребители корабля для космического боя. Без Хайпа, битва происходит слишком быстро для человеческого сознания, то есть всё управление в руках компьютера. Но нетестированный Хайп имеет побочный эффект: приняв Хайп, человек в конце концов умирает.

## Предыстория
Несколько десятилетий до событий игры, человечество каким-то образом смогло увидеть свою гибель и приписало её бесконтрольному развитию технологий. Нации ООН подписали международный закон ограничивающий рост технологий и исследований чтобы отложить свою гибель. Большинство наций не в составе ООН согласились с законом под угрозой вторжения. Но некоторые страны, во главе с США, отказались признавать его. Народы этих стран утверждали что смерть предпочтительнее ограничению свободы. Так началась война между ООН и Альянсом (странами отказывающимися принять закон, в основном США, Китай и большинство неземных колоний).
Некоторые утверждают что было две войны; но временное перемирие не было окончанием войны. Это просто была передышка необходимая чтобы пополнить ряды войск и отстроить оружие, после чего война не только возобновилась, но и перелилась в колонии. Где-то в том периоде времени были открыты прыжковые точки Тал-Сето, позволяя межсистемные путешествия быстрее скорости света.
Современный космический бой состоит из автоматических боевых зондов проводящих управляемых машинами (люди просто-напросто не могут состязаться с ними в скорости и реакции), пока крупные корабли стреляют ракеты друг в друга (большинство из них перехватывают вышеупомянутые зонды). Но зонды ООН зачастую превосходят зонды Альянса численностью и классом, что привело к тому что Альянс почти проиграл войну.
Приблизительно в то же время обнаружены инопланетные руины на далёкой планете Персефона. Флотская разведка Альянса послала научный корабль «Джерико» исследовать руины на предмет возможных военных технологий способных победить ООН. Так как «Джерико» не имеет вооружения, крейсер «Лексингтон» был послан в роли эскорта. Но на подходе к Персефоне, оба корабля попали в засаду тяжёлого крейсера ООН «Дхарма», который уничтожил все боевые зонды «Лексингтона» и потребовал сдачи командира Дэйны. Зная что ООН нельзя дать возможность заполучить руины, Дэйна усыпил одного из офицеров (игрока) и отбыл с остальными членами экипажа на транспорте к «Дхарме», в который он тайно заложил ядерную боеголовку. Дэйна детонировал боеголовку при стыковке с «Дхармой», уничтожая корабль ООН и убивая экипажи «Лексингтона» и «Джерико». Он сделал это чтобы дать время игроку завершить задание перед прибытием основного флота ООН.

## Альтернативное будущее
Игра представляет две различных версии будущего: одна версия описывает будущее после победы ООН, другая — после победы Альянса. Кто выиграет войну — решает игрок.
Первая версия случается если события у Персефоны случаются так же как и в первой части игры — корабли Альянса попадают в засаду, их задание не завершено, и флот ООН прибирает руины Персефоны к рукам. После приобретения инопланетных технологий, ООН быстро заканчивает войну поражением Альянса. Закон об ограничении технологий наконец-то распространяется на всех людей. Но через несколько десятилетий после окончания войны, небольшая группа учёных начинает тайно работать над созданием ЭФЖей (электронных форм жизни) на далёкой планете. Когда ООН узнаёт об этом, они понимают что их самый великий страх был оправдан — бесконтрольные технологии становятся угрозой человечеству. Флот ООН направлен на уничтожение лаборатории на планете, включая всех учёных и ЭФЖей. Но флот прибыл слишком поздно — первые ЭФЖи уже были созданы. Хотя лаборатория и все учёные были уничтожены, некоторые ЭФЖи всё-таки выжили орбитальную бомбёжку. Они улетели с планеты и начали строить свои собственные военные машины и нападать на тех кто желал уничтожить их. У людей не было шансов — их собственные создания уничтожали их. Был создан и применён последний, ужасный план для выживания людей: несколько тысяч людей были посланы на субсветовой скорости в звёздную систему вне сети Тал-Сето. Военное командование ООН затем активизировало коллапсар Тал-Сето, что в конце концов приведёт к уничтожению всей сети Тал-Сето, включая звёздные системы. Таким образом, только люди-колонисты выживут войну. Уничтожив человечество, ЭФЖи узнали о коллапсаре и колонистах, но слишком поздно — связь с другими системами сети прекратилась, а процесс коллапса необратим. Даже если бы они послали свой собственный колониальный корабль, времени уже не оставалось. Их единственная надежда — изменить ход истории. Поэтому, им нужна помощь офицера Альянса из прошлого.
Вторая версия случается, если игрок согласится помочь ЭФЖам изменить будущее. Для этого, игроку необходимо победить «Дхарму» на подходе «Лексингтона» и «Джерико» к Персефоне. Вернувшись в прошлое, игрок всё ещё имеет воспоминания о первом будущем и убеждает командора Дэйну позволить ему использовать Хайп чтобы уничтожить крейсер ООН. После его уничтожения, «Джерико» продолжает своё задание. Технологии инопланетян найденные на Персефоне позволяют Альянсу изменить ход войны и победить силы ООН. Закон об ограничении технологий отменён. ЭФЖи всё ещё созданы (на этот раз вполне легально) и приняты человечеством на праве разумных существ. В конце концов, Земли больше нет — её место заняла Сфера Дайсона, построенная обоими расами. Человечество живёт на внутренней стороне (воздух всё-таки нужен), а ЭФЖи на внешней. Всё выглядит идеально, но ЭФЖи быстро эволюционируют. В конце концов, они оставят людей и уйдут.
Игроку предстоит решать, будет первая версия будущего изменена или нет.

## Стиль игры
«Mission Critical» совмещает в себе несколько различных игровых элементов, включая большое количество традиционных «объектных задач», дедукция предыстории в стиле «Myst» используя обрывки улик на корабле, парочка «логических задач», глубокие разговоры с несколькими персонажами и (что возможно уникально для квестов) мини-стратегию в реальном времени, в которой игрок должен оборонять корабль от двух сложных волн вражеских кораблей. Некоторые задачи идут «на время», но времени даётся вагон, но не даётся лёгкого способа чтобы узнать сколько времени прошло.
В отличие от некоторых других квестов, мини-стратегия отработана довольно хорошо. Её можно даже считать отдельной игрой. Игрок управляет битвой с помощью тактического компьютерного интерфейса в рубке корабля. Также игра имеет установитель сложности битв (на самом низком уровне, битвы выигрываются сами собой, если игрок желает сосредоточиться на самом квесте) и регулятор скорости стратегии.
Прежде чем приступать к битве, игроку следует пройти через несколько этапов. Во-первых, сначала нужно получить доступ к тактической системе корабля, так как старшему лейтенанту (звание игрока) работающему на складе корабля нет дела до боевых систем. Затем следует модифицировать системы для управления единственным членом экипажа, и, наконец, пройти курс подготовки в качестве тренировочных заданий (эти можно пропустить при желании, но не рекомендуется). Эти задания обучают игрока управлением корабля и зондов, а также различным тактическим приёмам космических битв. Настоящие атаки на игрока происходят обычно когда игрок находится далеко от рубки, и затем должен быстро всё бросать и бежать туда. Это добавляет к напряжению игры.
Чувство физической реальности и деталей довольно точно, гораздо больше чем обычные игры жанра. Например, палубы жилого модуля являются лишь малой частью корабля, большинство которого заполнено машинами. Сами машины представляют собой огромные топливные системы, реакторные и электрические туннели, оружейные отсеки и огромный ангар для приёма транспорта. Жилой модуль содержит всё что можно ожидать, включая индивидуальные каюты для экипажа из 20-25 человек, столовая с минимальной зоной развлечений, конференц-зал, лазарет, кабинка связи, склады и небольшая научная лаборатория. Из-за того что «Лексингтон» является фронтовым боевым кораблём в ситуации тотальной войны, лаборатория является единственной частью корабля которая не была модифицирована уже несколько десятилетий. В игре нет доступных санузлов, что довольно стандартно для жанра фантастики, но одна из кают на четвёртой палубе, в которую нельзя войти, описана как «вход в душ и туалет». Дизайнеры даже правильно ориентировали жилой модуль чтобы ускорение корабля воспринималось как искусственная гравитация от потолка в пол.

## Графика
Большая часть игры состоит из хорошо сделанных трёхмерных предметов (весь корабль и несколько других местоположений), представленных в статических экранах с анимациями передвижения. Заставки являются отснятыми видео с живыми актёрами. Некоторые местоположения были, по-видимому, слишком сложными для трёхмерной обрисовки времён девяностых, поэтому они имеют смесь 3D и 2D анимации.

## Звук
Игра использует стерео звук, где музыка является MIDI. Звуковые эффекты, голоса и музыка хорошего качества.